# Nannobrachium idostigma
Nannobrachium idostigma és una espècie de peix de la família dels mictòfids i de l'ordre dels mictofiformes.

## Morfologia
- Els mascles poden assolir 9,6 cm de longitud total.
- Nombre de vèrtebres: 32-34.[4][5]

## Reproducció
És ovípar amb larves i ous planctònics.

## Depredadors
A les Filipines és depredat per Stenella attenuata i Stenella longirostris.

## Hàbitat
És un peix marí i d'aigües profundes que viu entre 100-500 m de fondària.

## Distribució geogràfica
Es troba a les aigües tropicals del Pacífic oriental central.